# Benedetto Bresciani

Firma di Benedetto Bresciani (29 ottobre 1686)

Benedetto Bresciani (Firenze, 12 luglio 1658 – Firenze, 21 ottobre 1740) è stato un bibliotecario e letterato italiano.

## Biografia
Benedetto nacque nel quartiere di San Frediano a Firenze nel 1658 da Giovanni Battista Bresciani e da Margherita di Jacopo Mancini. Studiò lettere e la lingua latina a Firenze sotto la guida del padre gesuita Vincenzo Glaria di Tivoli e la lingua greca con il professore Anton Maria Salvini. Si dedicò inoltre allo studio della filosofia, della medicina e della matematica. Divenne famoso come erudito tanto ché Cosimo III Granduca di Toscana lo volle, dopo Vincenzo Viviani, come precettore del figlio Giangastone, da cui fu amato e apprezzato. Fu nominato, in seguito, aiutante e segretario di Camera e accompagnò il giovane granduca in un viaggio in Germania, durante il quale ebbe la possibilità di conoscere altri uomini di lettere e di scienze. Nel 1714, alla morte di Antonio Magliabechi, divenne bibliotecario di corte, prendendo la direzione della Biblioteca Palatina; in seguito fu nominato maestro dei paggi. Durante i suoi viaggi ebbe la possibilità di apprendere varie lingue straniere con le quali riuscì a mantenere numerosi rapporti epistolari. A Firenze frequentò le conversazioni letterarie di Lorenzo Magalotti e di Cipriano Antonino Targioni. Fu nominato censore dell'Accademia della Crusca, nella quale contribuì alla redazione del Vocabolario, e reggente nell'Accademia degli Apatisti. Durante la sua vita, amò circondarsi di molti amici con i quali scambiare pareri e conoscenze scientifiche e letterarie: il matematico Ferdinand Ernst Karl conte di Herberstein, il medico Lorenzo Bellini, i fratelli Benedetto, Niccolò e Giuseppe Averani con cui ebbe in comune interessi giuridici, filosofici e scientifici, i letterati e naturalisti Lorenzo Magalotti e Francesco Redi e molti altri. Ebbe anche interessi musicali, fu autore del trattato Del sistema armonico, in cui descrisse il funzionamento del cimbalo onnicordo inventato nel 1670 da Francesco Nigetti e da lui acquistato. All'età di 82 anni morì per una malattia polmonare e fu seppellito nella chiesa parrocchiale di San Frediano nella tomba di famiglia.

## Archivio
La corrispondenza fra Benedetto Bresciani e Giuseppe Zambeccari e Giovanni Battista Bonapace fra il 1684 e il 1691 costituisce un fondo archivistico conservato presso la biblioteca del Museo Galileo: lettere in cui Benedetto argomentò un teorema geometrico e in cui propose un breve saggio sull'uso di uno strumento per trovare la declinazione del muro nella costruzione di orologi solari. Altre lettere sono conservate presso la Biblioteca nazionale centrale di Firenze all'interno della Collezione galileiana.